# Josef Jařab
Pour les articles homonymes, voir Jařab.
Josef Jařab, né le 26 juillet 1937 à Kravaře et mort le 3 mai 2023 à Olomouc,, est un américaniste, historien, théoricien de la littérature, traducteur et homme politique tchèque.

## Biographie
En 1989, il est professeur invité à l'Université Harvard et en 1990, est nommé professeur titulaire de littérature anglaise et américaine à l'Université Palacký d'Olomouc. Il est la figure de proue des protestations contre l'occupation soviétique d'Olomouc et exige leur départ et le transfert de certaines propriétés soviétiques de la ville à l'Université d'Olomouc lors de négociations avec un général soviétique. Il est également recteur de l'Université Palacký du 19 janvier 1990 au 31 janvier 1997. Durant son mandat de recteur, il décerne à Václav Havel un Doctorat honoris causa en philosophie. Il s'agit de son premier doctorat honorifique d'une université tchécoslovaque. En 1994, il est l'un des membres fondateurs de la Učená společnost České republiky (cs) et de 1997 à 1999, est recteur de l'Université d'Europe centrale. 
De 1996 à 1998, il est sénateur du district d'Olomouc au Parlement de la République tchèque et du district d'Opava du 19 novembre 2000 au 19 novembre 2006. En mars 2008, la Chambre des députés de la République tchèque l'élit membre du conseil d'administration de la Télévision tchèque. Il démissionne de ce poste début mars 2009, décidant d'enseigner pendant plusieurs mois dans une université de l'État américain de l'Oregon. Le 27 septembre 2017, il reçoit la médaille d'argent du président du Sénat des mains de Milan Štěch, président du Sénat du Parlement de la République tchèque.
Son épouse et mère de ses fils était Zdenka Jařabová. Après sa mort en 2006, sa compagne est la germaniste Ingeborg Fialová. Son fils Jan Jařab est médecin, diplomate et défenseur des droits de l'homme, et David Jařab est metteur en scène de théâtre.

## Publications
- Radoslav Nenadál, Martin Hilský, Zdeněk Stříbrný, Zdeněk Vančura, Eva Masnerová, Milan Lukeš et Josef Jařab, Slovník spisovatelů Spojené státy americké, Odeon, 1979, 758 p..
- Masky a tváře černé Ameriky, Odeon, 1985, 336 p..
- Radoslav Nenadál, Eva Masnerová et Josef Jařab, Antologie americké literatury, Státní pedagogické nakladatelství, 1985, 420 p..
- Dítě na skleníku: výbor ze současné americké poezie, Prague, Odeon, 1989, 390 p. (ISBN 80-207-0080-3).
- Jakub Guziur et Josef Jařab, George Steiner a myšlenka Evropy, Periplum, 2007, 125 p. (ISBN 80-866-2430-7).
- Mezi realitou a literaturou: 6. přednáška z cyklu vědeckopopulárních přednášek významných absolventů Univerzity Palackého v Olomouci, Olomouc, Univerzita Palackého v Olomouci, 2008, 78 p. (ISBN 978-80-244-1920-6).
- Josef Jařab et Michal Peprník, Pluralita kultury: literatura a film v dnešním světě, Olomouc, Univerzita Palackého v Olomouci, 2011, 210 p. (ISBN 978-80-244-2981-6).
- Literární modernismus ve světě, Univerzita Palackého v Olomouci, 2015, 378 p. (ISBN 978-80-244-4361-4).
- Amerika u nás a v nás, Moraviapress, 2018, 228 p. (ISBN 978-80-87954-09-6).
- Rektorská rozpomínání, Univerzita Palackého Olomouc, 2018, 279 p. (ISBN 978-80-244-5210-4).
- Americká černošská próza – Obsah a pojetí pojmu na pozadí historického vývoje, 1971
- American Poetry and Poets of Four Centuries, 1976

## Récompenses et distinctions
- 1997 : Cena města Olomouce (cs)[10]
- 2017 : Stříbrná medaile předsedy Senátu (cs)
- 2018 : Cena VIZE 97 (cs)
- 2023 : Medaile Za zásluhy (cs), de 1re classe, décernée à titre posthume par le Président Petr Pavel.
- La ville d'Olomouc a donné son nom au quai Josef-Jařab en juin 2023, dans la section de la rivière Morava entre les ponts des rues Komenského et Masarykova[11].